# Glossocarya
Glossocarya  é um gênero botânico da família Lamiaceae

## Espécies
| - Glossocarya calcicola - Glossocarya coriacea - Glossocarya crenata - Glossocarya hemiderma - Glossocarya linnaei - Glossocarya longiflora | - Glossocarya mollis - Glossocarya pinnatifida - Glossocarya premnoides - Glossocarya puberula - Glossocarya scandens - Glossocarya siamensis |

## Nome e referências
Glossocarya N. Wallich ex W. Griffith, 1843